# Liste der Kantonsstrassen im Kanton Genf

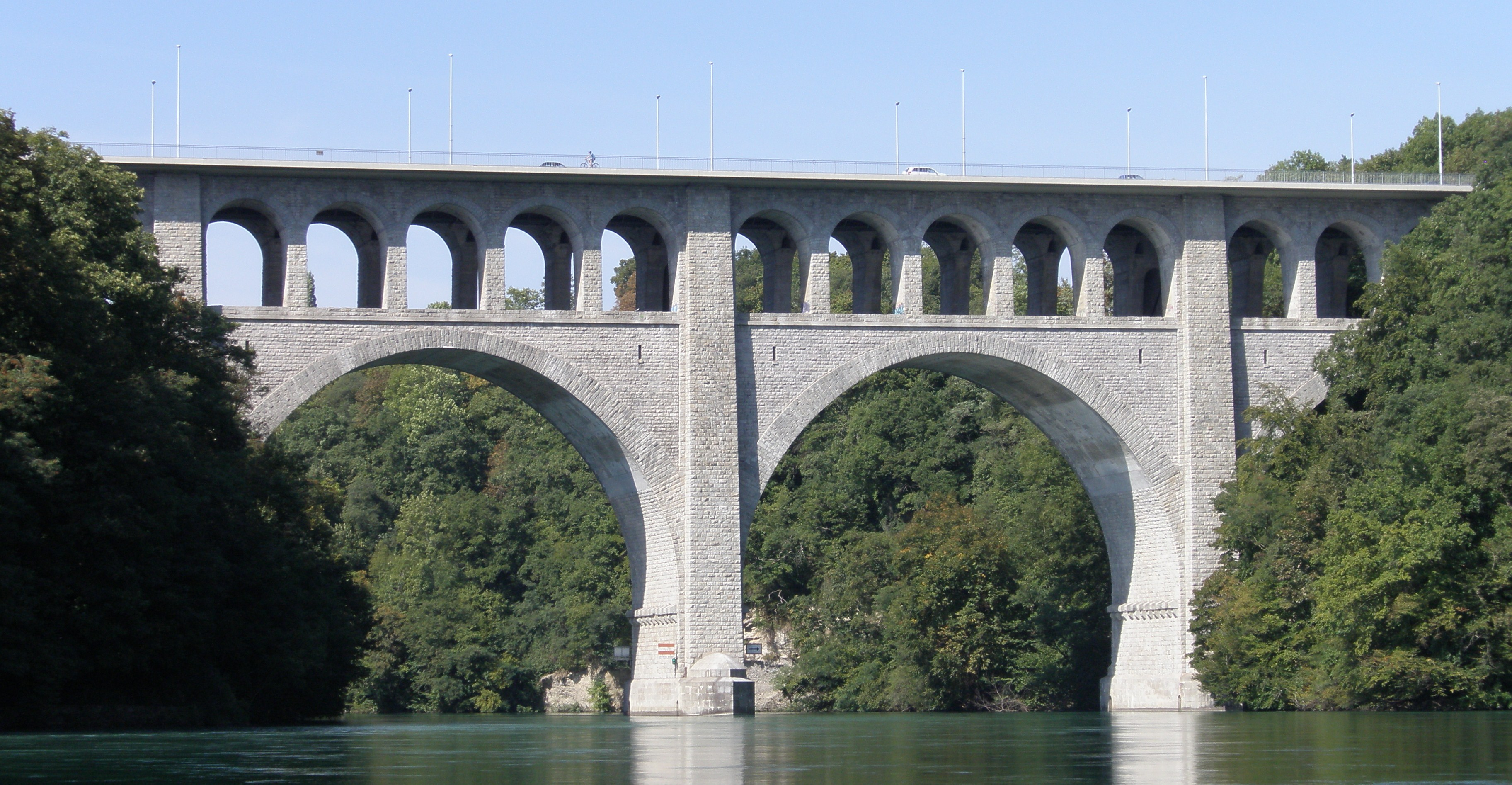
Pont Butin der Kantonsstrasse 38 über die Rhone

Diese Liste führt die Kantonsstrassen im Schweizer Kanton Genf auf. Dazu gehören die Durchgangsstrassen in den Gemeinden ausserhalb der Kantonshauptstadt Genf. Einige Hauptachsen sind in der vom Bundesrat in Kraft gesetzten Durchgangsstrassenverordnung als Hauptstrassen von nationaler Bedeutung bezeichnet und nummeriert, haben im Kanton Genf aber andere Strassennummern. Viele Kantonsstrassen führen zu Grenzübergängen an der Grenze zu Frankreich, nur vier an die Kantonsgrenze zum benachbarten Kanton Waadt. Die Strassen dienen auch dem gut ausgebauten Liniennetz des öffentlichen Verkehrs in der Agglomeration Genf.

## Grundlagen
Das übergeordnete Strassennetz des Kantons Genf hat sich seit zwei Jahrtausenden wegen der geographischen Lage der Stadt Genf an einer strategisch wichtigen Brücke über die Rhone am südwestlichen Ende des Genfersees entwickelt. Die Brücke bei der keltischen Siedlung Genava wurde auf Befehl von Julius Caesar 58 vor Christus zerstört; sie ist somit ein besonders früh bezeugter Flussübergang. Die Hauptachsen rund um Genf wurden in der Zeit des Römischen Reiches ausgebaut und sind teilweise im spätantiken Strassenverzeichnis Itinerarium Antonini aufgeführt. Seit der Spätantike war Genf als Bischofssitz, im Frühmittelalter auch als zeitweiliger Hauptort des Königreichs Burgund, seit dem hohen Mittelalter als Marktort und Messestadt und seit der Reformation als selbständige Republik ein verkehrsgeographisches Zentrum im Alpenvorland.

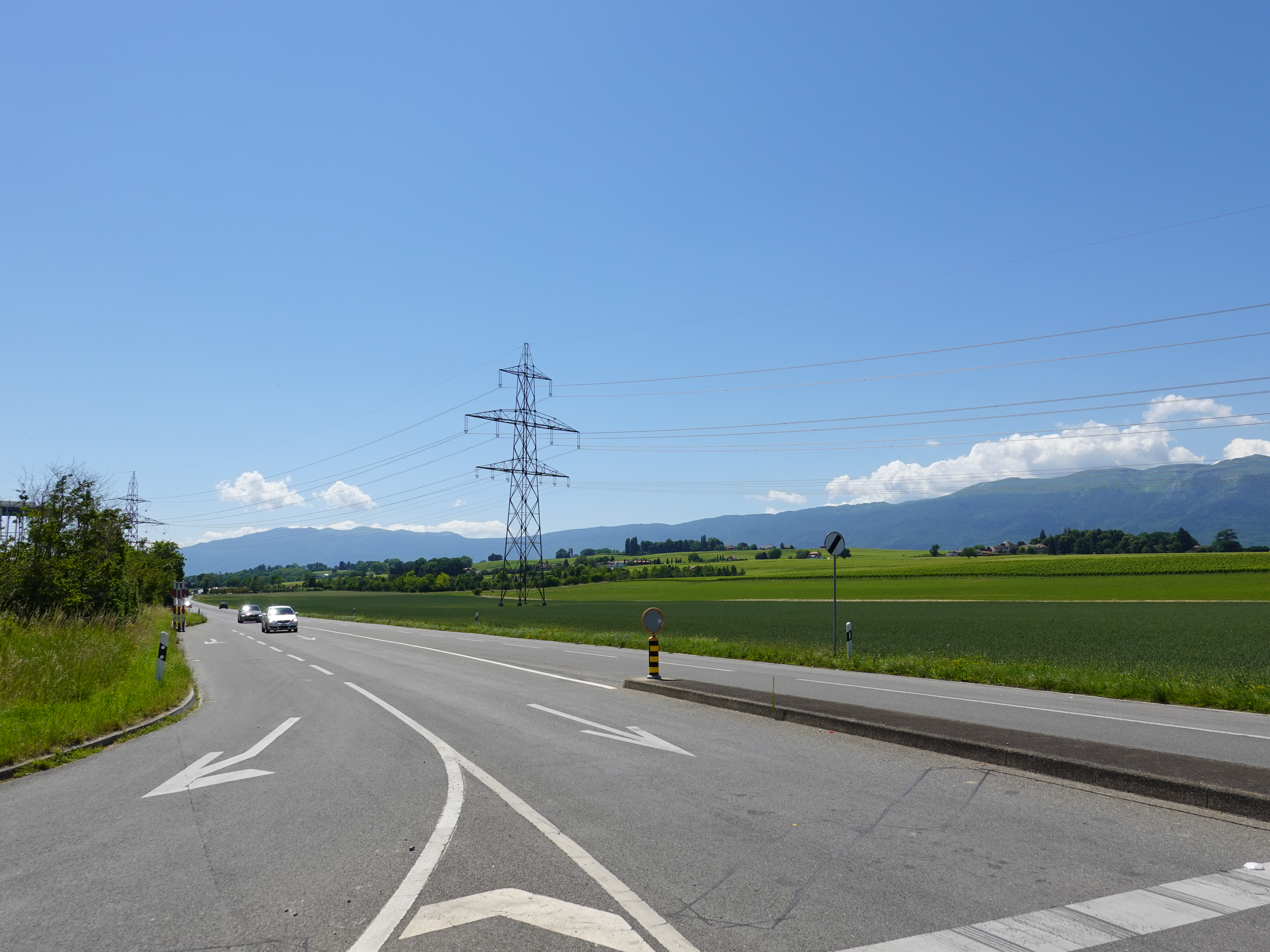
Die «Route du Mandement», Kantonsstrasse 31

Das historisch gewachsene Netz der Kantonsstrassen in der Umgebung von Genf führt von der alten Rhonebrücke, die in der Nähe des heutigen Übergangs Pont du Mont-Blanc lag, und von den alten Stadttoren (Porte de Saint-Antoine, Porte de Saint-Léger, Porte de Neuve, Porte du Bourg-de-Four, Porte de Cornavin) ähnlich einem Spinnennetz in fast alle Himmelsrichtungen zu den nächsten Verkehrszentren. Seit dem Mittelalter bestehen die alte Landstrasse (Kantonsstrasse 8) in nördlicher Richtung nach Lausanne und Bern, die Strasse gegen Südwesten (Kantonsstrasse 4) der Rhone entlang nach Lyon und in die alte savoyische Provinz Bresse und in das Burgund, die Strasse im Süden (Kantonsstrasse 3) nach Annecy und Chambéry, dem Sitz der Herzöge von Savoyen, und weiter über Alpenpässe nach Italien, die Strasse gegen Südosten (Kantonsstrasse 2) durch das Tal der Arve nach Annemasse und in die Landschaft Faucigny, sowie nordöstlich von Genf eine Strasse dem Südufer des Genfersees entlang (Kantonsstrasse 1) zu den savoyischen Städten am Seeufer und in das Chablais und das Wallis und schliesslich gegen Nordwesten (Kantonsstrasse 7) die Strasse an den Jurasüdfuss und durch das Juragebirge über den Col de la Faucille ebenfalls in das Burgund.
Heute bildet der Kanton Genf einen Mittelpunkt der Metropolregion Genf-Lausanne. Zur Agglomeration von Genf – Grand Genève – zählen neben mehreren Gemeinden des Kantons Genf auch noch einige französische Gemeinden in den Departementen Ain und Haute-Savoie. Zahlreiche Kantonsstrassen erschliessen das ländliche Gebiet neben den Siedlungszentren und führen zu der Landesgrenze rund um den Kanton, wo sie an 29 Grenzübergängen mit französischen Departementsstrassen verbunden sind. Viele dieser Routen sind durch einen sehr starken grenzüberschreitenden Verkehr belastet.
Im modernen System der internationalen Verkehrskorridore, zu denen ausserdem noch die Bahnverbindungen gehören, sind die Kantonsstrassen durch die übergeordneten Hochleistungsstrassen entlastet. Die Autobahn A1 durchquert den Kanton Genf von Süden nach Norden und ist an mehreren Stellen mit den Kantonsstrassen verbunden. Der Zweig A1a von Le Vengeron bis an den Genfersee bei Genève-Lac und der Zweig im Süden der Agglomeration Genf nach Carouge führen in das Zentrum der Agglomeration. Die Autobahn wird am Grenzübergang Bardonnex von den französischen Verbindungen Autoroute A 41 und Autoroute A 40 fortgesetzt. Die Genfer Autobahnachse der A1 ist ein Abschnitt der Europastraße 25 und der Europastraße 62. Die Kantonsstrasse von Genf nach Thônex gehört zur Europastrasse 712.
Im Kanton Genf gibt es 1816 Kilometer öffentliche Strassen, von denen 260 Kilometer als Kantonsstrassen bezeichnet sind. Viele wichtige Strassen im Kerngebiet des Kantons führen durch die Stadt Genf und sind nicht im Besitz des Kantons, sondern der Stadt. Als Kantonsstrassen gelten sie erst ausserhalb der Stadtgrenzen. 1936 vereinbarten die Kantonsregierung, die vom Bund Beiträge an die Kosten der Hauptstrassen erhält, und die Stadt Genf einen Plan zur Finanzierung des Unterhalts und der Verkehrspolizei dieser Strassenabschnitte; 2023 erneuerten sie den Vertrag, der die Subventionen an die Stadt für den Unterhalt der städtischen Strassen mit kantonaler und nationaler Bedeutung regelt. Die Abschnitte der Hauptstrassen der Schweiz tragen im Kanton Genf andere Strassennummern als im nationalen Streckenverzeichnis. So entspricht zum Beispiel der erste Abschnitt der Hauptstrasse 1 im Süden des Kantons bis nach Genf der Kantonsstrasse 3 und die Strecke nördlich von Genf bis zur Grenze zum Kanton Waadt der Kantonsstrasse 8.
Das Genfer Kantonsstrassennetz weist viele Brücken über die grossen Flüsse und kleinere Gerwässer auf. Neben der historischen Rhonebrücke in Genf waren für den Strassenverkehr seit Jahrhunderten auch die Brücken über die Arve bei Carouge (erstmals erwähnt 1265), über den Allondon und die 1849 gebaute und später erneuerte Rhonebrücke von Chancy an der Strasse nach Lyon besonders wichtig. Mit kleineren Brücken überquerten andere Strassen die übrigen Gewässer wie zum Beispiel die Hermance, die Aire und die Versoix. In Genf überqueren heute vier Strassenbrücken und unterhalb der Stadt Genf fünf Kantonsstrassen die Rhone; über die Arve führen auf dem Schweizer Flussabschnitt acht Strassenbrücken, wovon sich nur drei ganz auf dem Gebiet der Stadt Genf befinden.
Die Kantonsstrassen dienen auch den Linien des öffentlichen Verkehrs. Einige Strecken tragen Gleise der Strassenbahn Genf oder werden vom Trolleybus Genf und von Buslinien der Transports publics genevois bedient.

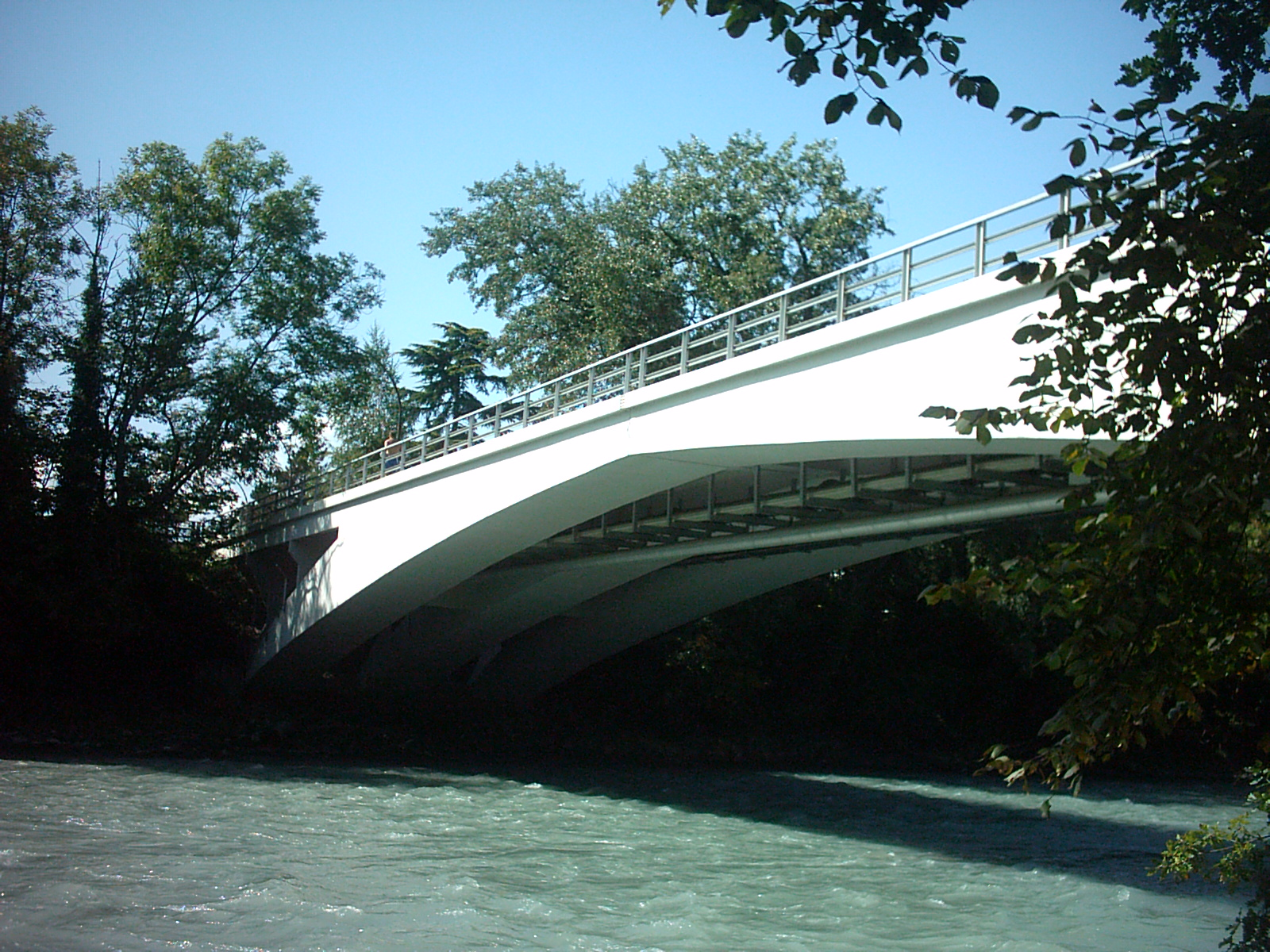
Brücke von Vessy (Kantonsstrasse 80) über die Arve, entworfen von Robert Maillart
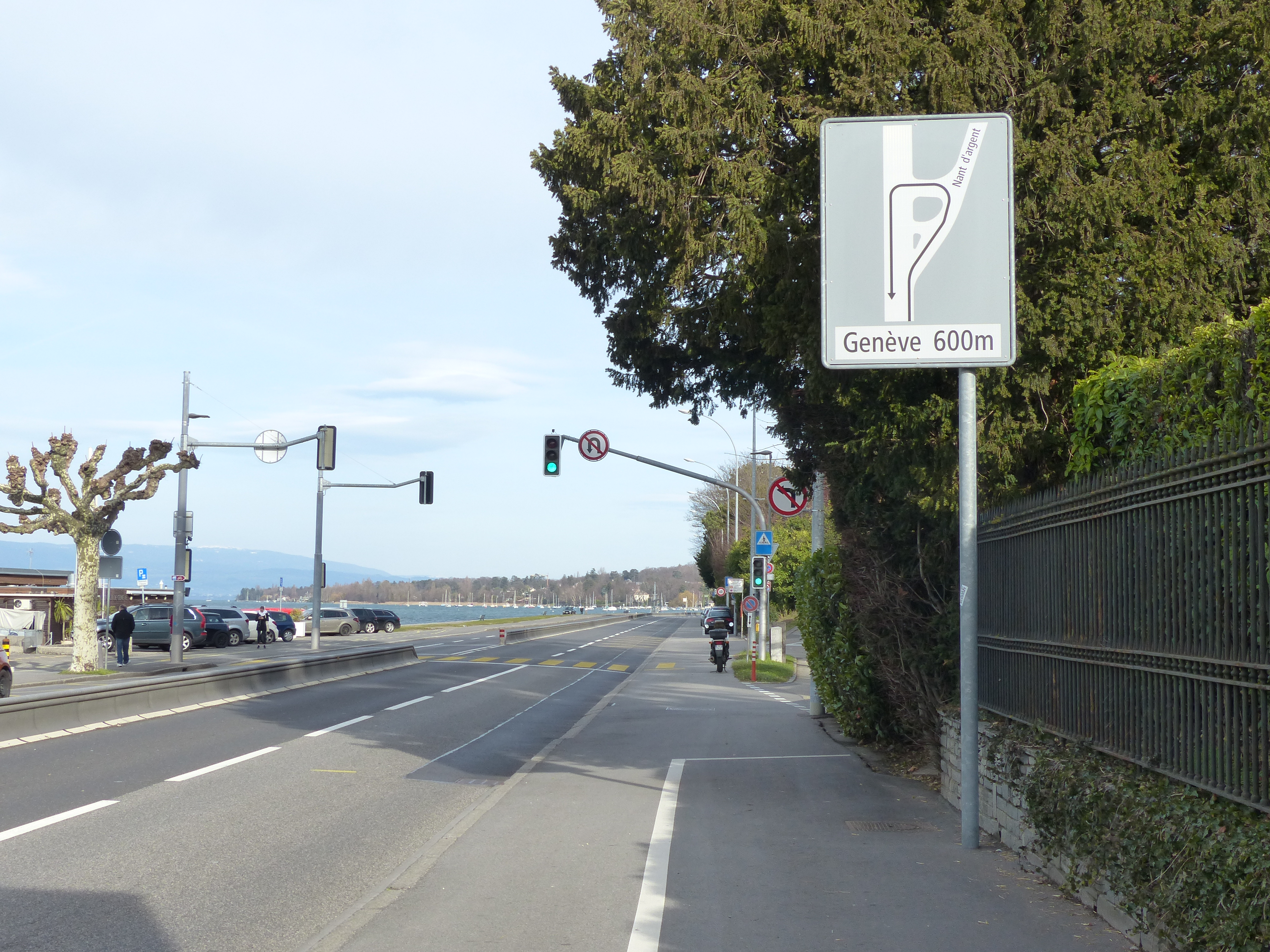
Kantonsstrasse 1 in Cologny am Ufer des Genfersees
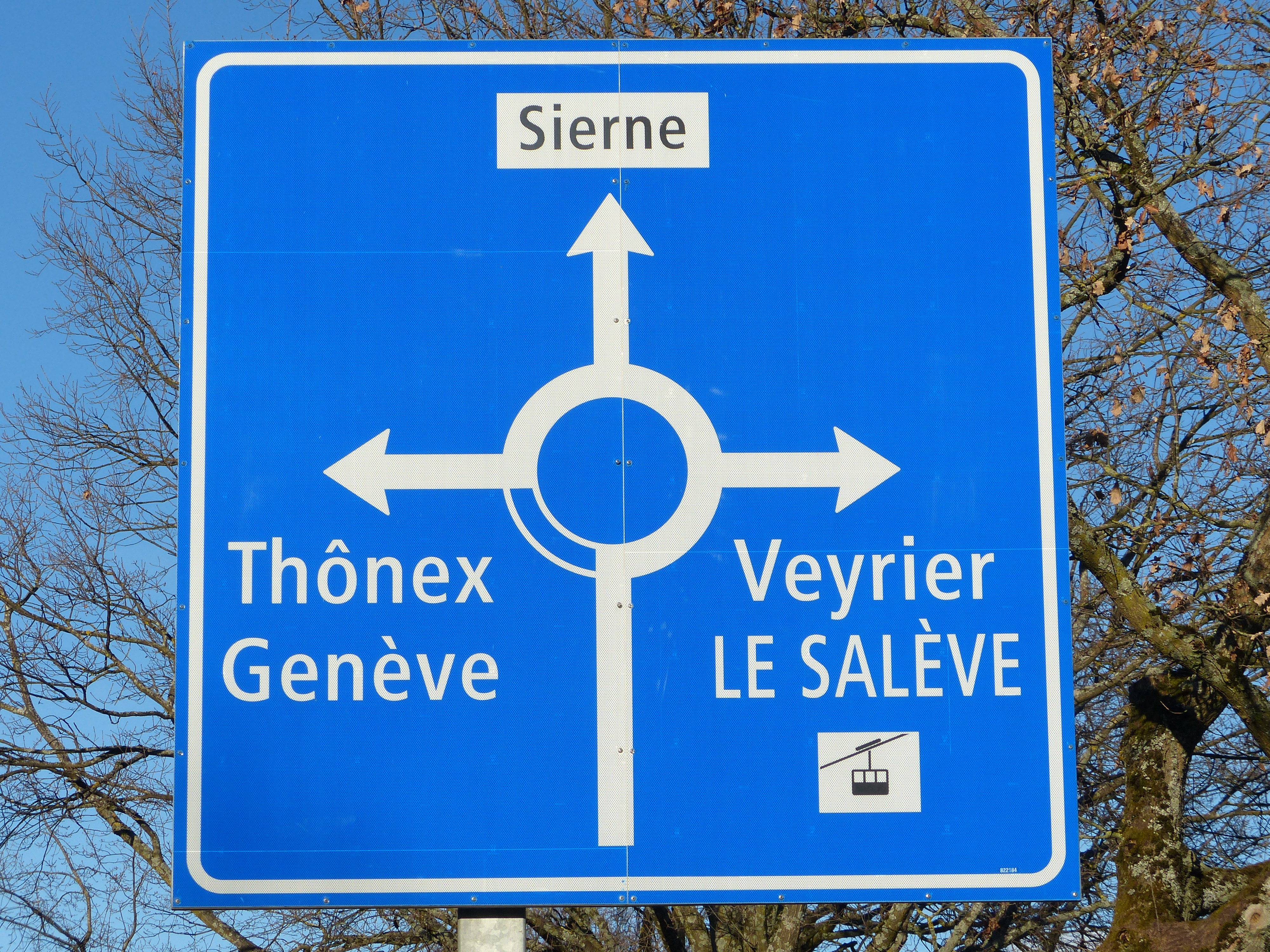
Hinweissignal in Thônex
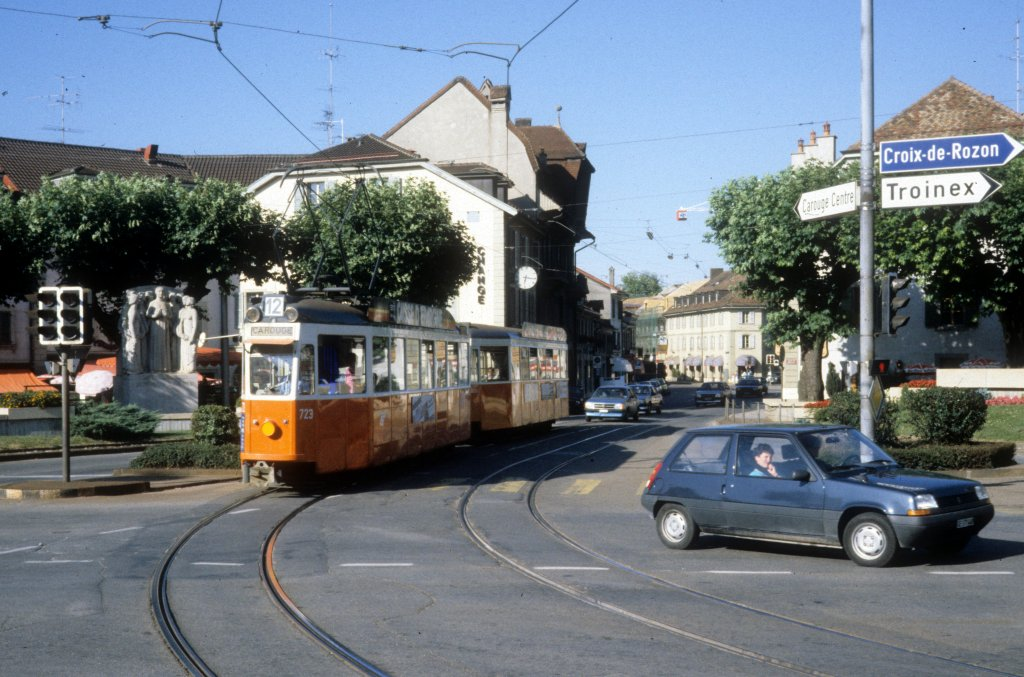
Strassenbahn in Carouge (1986)
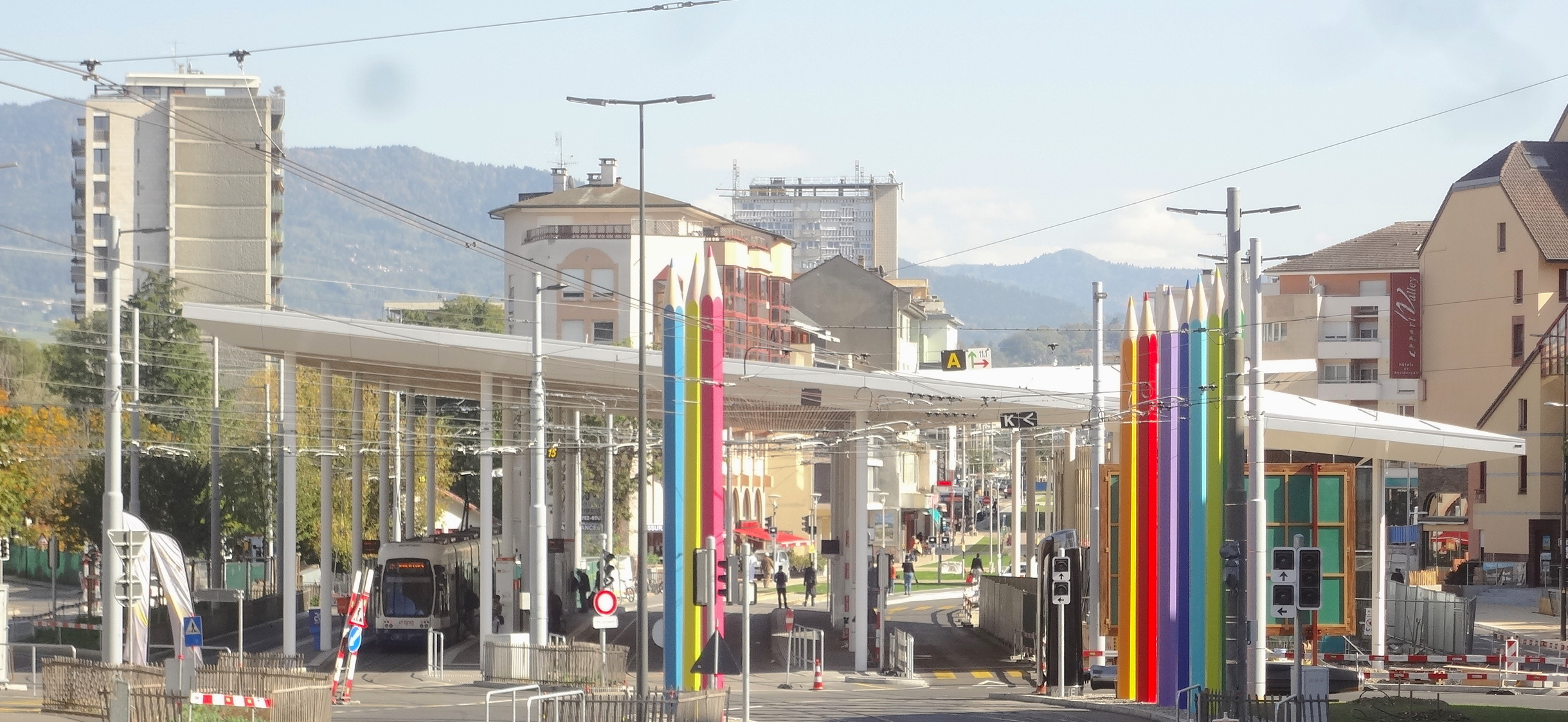
Zollstation Moillesulaz (Kantonsstrasse 2)

## Strassen
Die Liste führt die Genfer Kantonsstrassen (französisch: Routes cantonales, abgekürzt: RC) gemäss dem Beschluss des Staatsrats des Kantons Genf vom 29. August 2012 über die Strassenkategorien im Kanton auf, zeigt an, welche Kantonsstrassen zugleich einen Abschnitt nationaler Hauptstrassen bilden, nennt Namen der Strassen und informiert über ihren Verlauf. Die oft nahe beieinander liegenden Grenzübergänge zu Frankreich sind mit den Nummern der dort aufgestellten Grenzsteine bestimmt.

| Nummer | Hauptstrasse bzw. Teil einer solchen | Name                                                     | Verlauf |
| ------ | ------------------------------------ | -------------------------------------------------------- | --- |
| RC 1   | 105                                  | Quai de Cologny / Route de Thonon                        | Stadtgrenze von Genf – Vésenaz – La Pallanterie – Landesgrenze; Brücke Pont Neuf; Grenzstein 214 – ( Frankreich, D 1005) |
| RC 2   | 102                                  |                                                          | Stadtgrenze von Genf – Chêne-Bougeries – Chêne-Bourg – Landesgrenze; Zollstation von Moillesulaz; Grenzstein 102 – ( Frankreich, D 1205) |
| RC 3   | 112.1,                               | Route du Val-d’Arve, Route de Saint-Julien               | 26 – Plan-les-Ouates – Perly-Certoux – Landesgrenze; Zollstation von Perly; Grenzsteine 55 und 56 – ( Frankreich, D 1201) |
| RC 4   | 103                                  | Route de Chancy, Route de Bellegarde                     | Stadtgrenze von Genf – Onex – Eaumorte – Chancy – Landesgrenze; Brücke Pont de Chancy über die Rhone – ( Frankreich, D 984b) |
| RC 5   | 109                                  |                                                          | Stadtgrenze von Genf – Vernier – Meyrin – Satigny – 31 |
| RC 6   | 101                                  | Route de Meyrin                                          | Stadtgrenze von Genf – Meyrin – Kreuzung mit 110 – Landesgrenze – ( Frankreich, D 984f) |
| RC 7   | 106                                  |                                                          | Stadtgrenze von Genf – Le Grand-Saconnex – Verbindung zu – Unterführung unter Landebahn des Flughafens Genf – Landesgrenze – ( Frankreich, D 1005) |
| RC 8   | H1                                   | Route de Lausanne, Route de Suisse («Schweizer Strasse») | Stadtgrenze von Genf – Bellevue – Versoix – ( Waadt) Fortsetzung als Waadtländer Kantonsstrasse 1a (ein weiterer Strassenabschnitt führt durch das Gebiet der Gemeinde Céligny, einer Exklave des Kantons Genf) |
| RC 10  |                                      | Route des Romelles                                       | 8 – Chemin des Tuileries – Verbindung zu bei Versoix |
| RC 20  | 113                                  | Route d’Hermance                                         | 1 – Vésenaz – Collonge – Anières – Hermance – Landesgrenze; Brücke Pont sur l’Hermance – ( Frankreich, D 25) |
| RC 21  |                                      |                                                          | 22 (116) – Cologny – La Capite – La Pallanterie – 1 (105) |
| RC 22  | 116                                  |                                                          | Stadtgrenze von Genf – Cologny – Vandœuvres – 53 |
| RC 23  | 115                                  | Avenue Tronchet, Route de Jussy                          | 2 – Thônex – Puplinge – Jussy – 50, 52 |
| RC 24  | 111                                  | Route de Malagnou, Route Blanche                         | Stadtgrenze von Genf – Brücke über die Seymaz – Chêne-Bourg – Thônex – Kreuzung mit 59 – Landesgrenze; Grenzstein 101 – ( Frankreich, D 1205) |
| RC 25  | 112                                  |                                                          | Stadtgrenze von Genf – Chêne-Bougeries – Brücke über die Seymaz – Brücke über die Arve – Veyrier – Landesgrenze; Grenzstein 87 – ( Frankreich, D 1206) |
| RC 26  | 112                                  |                                                          | 112.1 – Brücke Pont du Val-d’Arve über die Arve – Vessy 25 |
| RC 27  |                                      | Route de Pierre-Grand                                    | 28 (114) – Grange-Collomb – Troinex – Landesgrenze bei Pierre-Grand; Grenzstein 811 – ( Frankreich, D 1206) |
| RC 28  | 114                                  | Route d’Annecy                                           | Carouge, Knoten Rondeau 3 – Drize – Brücke über die Drize – La Croix-de-Rozon – Landesgrenze bei Pierre-Grand; Grenzstein 71 – ( Frankreich, D 1206) |
| RC 29  |                                      |                                                          | Stadtgrenze von Genf – Carouge – Lancy – Kreuzung mit 104 – Brücke über die Aire – Onex – Confignon – 4 |
| RC 30  |                                      | Route de Saint-Georges                                   | 4 (103) – Lancy – 38 (104) |
| RC 31  | 110                                  | Route du Mandement                                       | ( Frankreich, D 35) – Landesgrenze bei Mategnin; Grenzsteine 83 und 84 – Meyrin – Kreuzung mit 101 – Satigny – Russin -– Brücke über den Allondon (im Landschaftsschutzgebiet Rhône genevois – Vallons de l’Allondon et de la Laire; Objekt 1204 des Bundesinventars der Landschaften und Naturdenkmäler von nationaler Bedeutung) – Dardagny – Landesgrenze bei Dardagny; Grenzstein 157 an der Brücke über den Roulave – ( Frankreich, D 89h) |
| RC 32  | 107                                  |                                                          | Flughafen Genf – Kreuzung mit 33 – Vernier – 5 (109) |
| RC 33  | 107                                  |                                                          | Flughafen Genf – Kreuzung mit 32 (106) – Pont Louis-Casaï – Vernier – 6 (101) |
| RC 34  |                                      |                                                          | Verbindung zwischen 5 (109) und 31 in Meyrin |
| RC 34a |                                      | Route des Fayards                                        | ( Frankreich, D 1005) – Landesgrenze bei Vireloup; Grenzsteine 51 und 52 – Vireloup – Crest-d’El – Versoix – 8 () |
| RC 35  |                                      | Voie-des-Traz                                            | Flughafen Genf – Kreuzung mit 33 (107) – La Halle-Fert – 7 (106) |
| RC 36  |                                      | Route de Collex                                          | Bellevue, Kreuzung mit 8 () – Valavran – Collex – Bossy – Landesgrenze bei Vireloup; Grenzstein 16; Waldgebiet Bois Prodom – ( Frankreich, D 15g) |
| RC 37  |                                      | Route de Sauverny                                        | 8 () – Versoix – durch das Waldgebiet Brochus Creuson (Naturwaldreservat und Amphibienlaichgebiet von nationaler Bedeutung) – Landesgrenze bei Sauverny; Grenzstein 2 – ( Frankreich, D 15e) – sowie Abzweigung zur Kantonsgrenze ( Waadt) und Fortsetzung als Waadtländer Kantonsstrasse 3d |
| RC 38  | 104                                  |                                                          | 33 (107) – Vernier – Brücke Viaduc de l’Ecu über Bahnstrecke Genf-Cornavin–Genf-Aéroport – Pont Butin über die Rhone – Tunnel des Communes-Réunies – Lancy – Brücke über die Aire – Plan-les-Ouates – Autobahnzubringer |
| RC 40  |                                      |                                                          | 3 (112.1) – Plan-les-Ouates – Saconnex-d’Arve – Compesières – La Croix-de-Rozon – Landesgrenze; Grenzstein 2 – ( Frankreich, D 1206) |
| RC 41  |                                      | Route de l’Etraz                                         | 34a – Collex-Bossy – Versoix - Brücke Pont Richelien über die Versoix – Kantonsgrenze ( Waadt), Mies |
| RC 42  |                                      |                                                          | 3 – Perly – Bardonnex – 63 |
| RC 43  |                                      | Route de Cugny                                           | 63 – Bardonnex - Compesières – 40 |
| RC 44  |                                      | Route du Vallon                                          | Chêne-Bougeries: Verbindung zwischen 24 (111) und 2 (102). |
| RC 45  |                                      | Route de Veigy                                           | 1 (105) – Corsier – Maisonneuves – Landesgrenze; Grenzsteine 210 und 211 – ( Frankreich, D 35a) |
| RC 50  |                                      |                                                          | 53 – Corsier – Kreuzung mit 23 und 52 |
| RC 51  |                                      | Route de Compois                                         | La Pallanterie – Kreuzung mit 21 (105) – Sionnet -–Jussy – 23 (115) |
| RC 52  | 115                                  | Route de Monniaz                                         | 23 () und 50 – Jussy – Monniaz – Landesgrenze; Zollstation Monniaz; Grenzsteine 133 und 134 – ( Frankreich, D 1206) |
| RC 53  |                                      |                                                          | 22 und 54 – Vandoeuvres – Carré-d'Amont – Meinier – Gy – Landesgrenze; Zollstation Gy; Grenzstein 206 – ( Frankreich, D 35) |
| RC 54  |                                      |                                                          | 22 und 53 – Vandoeuvres – Croix-de-Choulex – Chevrier – Puplinge 23 (115) |
| RC 55  |                                      | Route de Mon-Idée                                        | 54 – Vandoeuvres – Pont Bochet über die Seymaz – Mon-Idée – Brücke über den Foron – Landesgrenze; Grenzstein 106 – ( Frankreich) |
| RC 56  |                                      |                                                          | 23 (115) – Puplinge – Pesay – Presinge – Abbaye de Presinge – Choulex, Kreuzung mit 23 (115) |
| RC 56a |                                      | Route de Cara                                            | 56 – Puplinge – Cara – Landesgrenze; Grenzstein 113; Zollstation Cara – ( Frankreich) |
| RC 58  |                                      | Avenue de Thônex                                         | In Thônex: Verbindung zwischen 2(102) und 25 |
| RC 59  |                                      |                                                          | 2 (102) – Chêne-Bourg – Fossard – Landesgrenze; Zollstation Fossard-Vernaz – ( Frankreich) |
| RC 61  |                                      |                                                          | 25 – Sierne – Troinex – 27 |
| RC 62  |                                      |                                                          | 3 – Carouge – La Chapelle – Drize – 28 (118) |
| RC 63  |                                      | Chemin de la Châtière, Route de Bardonnex                | 3 – Plan-les-Ouates – Arare – Bardonnex – 43 |
| RC 64  |                                      |                                                          | 3 – Perly – Lully – 67 |
| RC 67  |                                      |                                                          | Confignon, Croisée de Confignon Kreuzung mit 4 (103) – Lully – Soral – Landesgrenze; Zollstation Rougemont – ( Frankreich) |
| RC 67a |                                      | Route des Mangons                                        | 67 – Landesgrenze zu Frankreich (Grenzstein 46) – ( Frankreich) |
| RC 68  |                                      |                                                          | 4 (103) – Bernex – Sézenove – Laconnex – Sézegnin – Brücke über die Laire (im BLN-Gebiet «Rhône genevois-Vallons de l’Allondon et de la Laire») – Landesgrenze; Zollstation Sézegnin – ( Frankreich) |
| RC 70  |                                      |                                                          | Kreuzung in Eaumorte mit 4 (103) – Avully – Brücke Pont de la Plaine über die Rhone – Kreuzung mit 71 und 86 |
| RC 71  |                                      | Route de La-Plaine                                       | Kreuzung in La Plaine mit 31 (110) – Kreuzung mit 70 und 86 |
| RC 72  |                                      |                                                          | 4 (103) – Cartigny – Brücke Viaduc du Nant-des-Crues (Viaduc de Cartigny) über den Fluss Nant-des-Crues – Avully – 704 |
| RC 73  |                                      | Route du Moulin-de-la-Ratte                              | 72 – Cartigny – Aire-la-Ville – 74 |
| RC 74  |                                      |                                                          | 4 (103) – Bernex – Aire-la-Ville – Brücke Pont de Peney über die Rhone – Satigny – 31 (110) |
| RC 75  |                                      |                                                          | 5 (109) – Vernier – Peney – 74 |
| RC 77  |                                      | Route de Saugy                                           | Genthod, Verbindung zwischen 36 und Gemeindestrasse Rue du Village |
| RC 78  |                                      |                                                          | Céligny, 8 () – Brücke über – Crassier – Grenze ( Waadt) |
| RC 80  |                                      | Route de Vessy                                           | Stadtgrenze von Genf (112.1) – Brücke Pont de Vessy über die Arve – Veyrier – 26 |
| RC 81  |                                      | Route de Verbois                                         | 74 – Aire-la-Ville – Strasse auf dem Staudamm von Verbois – Russin – 31 (110) |
| RC 82  |                                      |                                                          | 67 – Soral – Laconnex – 68 |
| RC 83  |                                      |                                                          | 68 – Laconnex – Cartigny, Kreuzung mit 72 (route de Vallière beim Schloss von Cartigny) |
| RC 84  |                                      | Route de Valleiry                                        | 4 (103) – Chancy – Brücke über die Laire – Waldgebiet Bois de Chancy – Landesgrenze; Grenzstein 17A (südlichster Grenzübergang im Kanton Genf) – ( Frankreich) |
| RC 85  |                                      | Route du Moulin-Roget                                    | 4 (103) – Chancy – Gennecy – Avully – 70 |
| RC 86  |                                      | Route de Challex                                         | La Plaine, Kreuzung mit 70 und 71 – Strasse am rechten Rhoneufer – Landesgrenze; Grenzstein 180 – ( Frankreich) |
| RC 89  |                                      | Route de Prévessin                                       | 31 – Mategnin – Landesgrenze; Grenzsteine 93 und 94 – ( Frankreich) |
| RC 91  |                                      | Route de Satigny                                         | Meyrin, Kreuzung mit 34 und 5 (109) – Satigny – 31 (110) |